# Gabriel González Cordero
Gabriel González (n. Azogues, Ecuador; 11 de junio de 1989) es un árbitro de fútbol ecuatoriano. Es árbitro internacional FIFA VAR desde 2024.

## Biografía
Gabriel González es un árbitro ecuatoriano, debutó en el año 2019 y es internacional FIFA desde 2024 como juez central y árbitro VAR, sus inicios en el arbitraje van desde 2017 en categorías inferiores, torneos amateur y torneos de Segunda Categoría, ya en la temporada 2019 a la Primera Categoría B del Campeonato Ecuatoriano de Fútbol dirigió un partido siendo su debut.
Estuvo presente en la temporada inaugural de la Copa Ecuador en la tercera ronda entre Mushuc Runa vs. Manta, fue designado como el árbitro central.
Desde el año 2019 viene siendo juez central en la máxima categoría del fútbol ecuatoriano, tanto en el torneo nacional como en la Copa Ecuador.
En 2022 se vio involucrado en una polémica en el partido entre Universidad Católica vs. Macará en marzo de 2022.

## Trayectoria
En el plano nacional debutó como árbitro central en el año 2019 dentro de la Serie B el 9 de marzo de ese año en el partido entre Independiente Juniors vs. Clan Juvenil, partido disputado en la ciudad de Latacunga.
| 9 de marzo de 2019 | Independiente Juniors | 1:0 (0:0) | Clan Juvenil | Estadio La Cocha, Latacunga  |                              |
| 15:00 (UTC-5)      | Ayoví 90+2'           | Reporte   |              | Árbitro(s): Gabriel González | Árbitro(s): Gabriel González |

Su debut en la Serie A de Ecuador fue en 2019, en el partido entre Mushuc Runa vs. Guayaquil City del 6 de abril, el encuentro se jugó en cantón Ambato, válido por la Fecha 8 de la Fase regular.
| 6 de abril de 2019 | Mushuc Runa                             | 3:2 (2:1) | Guayaquil City          | Estadio Mushuc Runa COAC, Ambato |                              |
| 15:00 (UTC-5)      | Carrasco 40' · Delgado 41' · George 54' | Reporte   | Cangá 45+1' · Hoyos 64' | Árbitro(s): Gabriel González     | Árbitro(s): Gabriel González |

A nivel internacional en torneos Conmebol tendrá su debut en la temporada 2024.